# Ředkevník potočnicolistý
Ředkevník potočnicolistý (Erucastrum nasturtiifolium) je víceletá, žlutě vykvétající, středně vysoká bylina rostoucí nejčastěji na světlých stanovištích s narušovanou půdou. Je jedním ze dvou druhů rodu ředkevník vyskytujících se v České republice.

## Rozšíření
Druh pochází z jihozápadní Evropy a druhotně se rozšířil do téměř celé střední, jižní a východní Evropy až k Volze. V ČR, kde se z původních míst na jižní Moravě dostal též do teplejších oblasti v Čechách, je tento potenciálně invazní druh, prvně popsaný roku 1870, hodnocen jako zdomácnělý neofyt.
Upřednostňuje bazické substráty, objevuje se poměrně často jako pionýrská rostlina ve světlých příkopech okolo cest a železničních tratí, na říčních naplaveninách i skládkách štěrkopísku. Roste nejvíce v planárním a kolinním stupni.

## Popis
Dvouletá nebo vytrvalá medonosná rostlina s přímou a rozvětvenou lodyhou, vysokou 30 až 90 cm, která je ve spodní části porostlá nazpět ohnutými jednoduchými chloupky. Téměř lysé, střídavě vyrůstající lodyžní listy bývají lyrovitě peřenodílné či peřenosečné s 5 až 8 úkrojky po obou stranách osy listu. Spodní listy mají úkrojků méně a bazální úkrojky středních a horních listů lodyhu ouškatě objímají. Listy jsou téměř lysé a směrem vzhůru se zmenšují.
Květenství je hrozen s lysým vřetenem skládajícím se obvykle ze 40 až 60 (i více) čtyřčetných, vonných, stopkatých oboupohlavných květů které jsou (s výjimkou nejspodnějších) bez listenů. Kvetou od května do října, opylovány jsou létajícím hmyzem. Odstávající, téměř lysé kališní lístky jsou dlouhé 5 mm a žluté, široce obvejčité korunní lístky měří asi 10 mm. Delší ze šesti čtyřmocných tyčinek jsou odsunuté od čnělky.
Plodenství je obvykle tvořeno 30 až 60 šešulemi, 25 až 40 mm dlouhými a 1,5 mm širokými, ty vyrůstají na odstálých stopkách a mívají v pouzdře po 10 až 15 semenech v jedné řadě. Mají krátký gynofor, jsou lysé a mají nezřetelně oddělený zobánek asi 5 mm dlouhý ve kterém je 1 až 2 semena. Skořicově hnědá podlouhlá a poněkud zploštělá hladká semena jsou velká 1,3 × 0,7 mm. Ředkevník potočnicolistý je tetraploidní cytotyp 2n = 32.

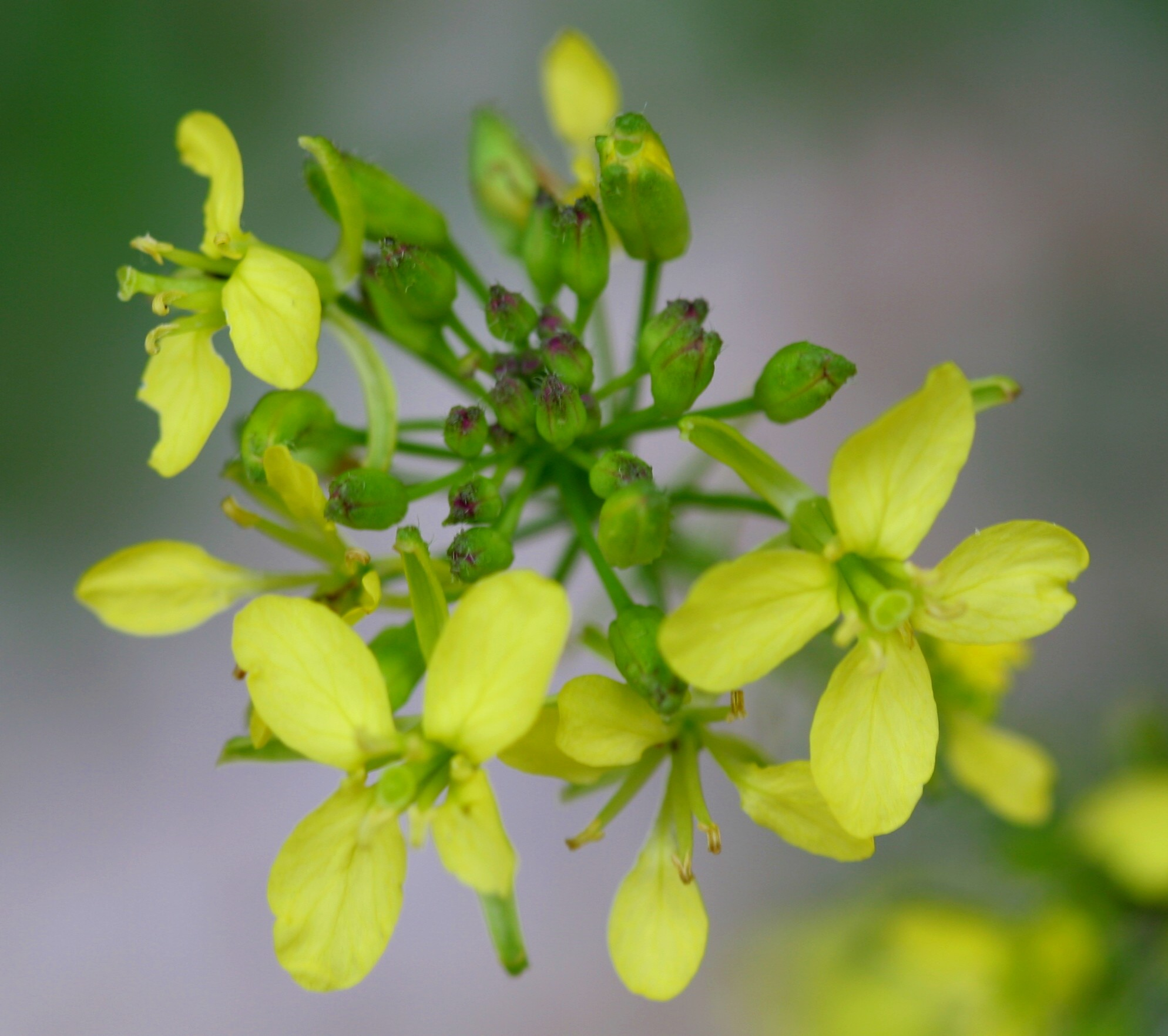
Květenství
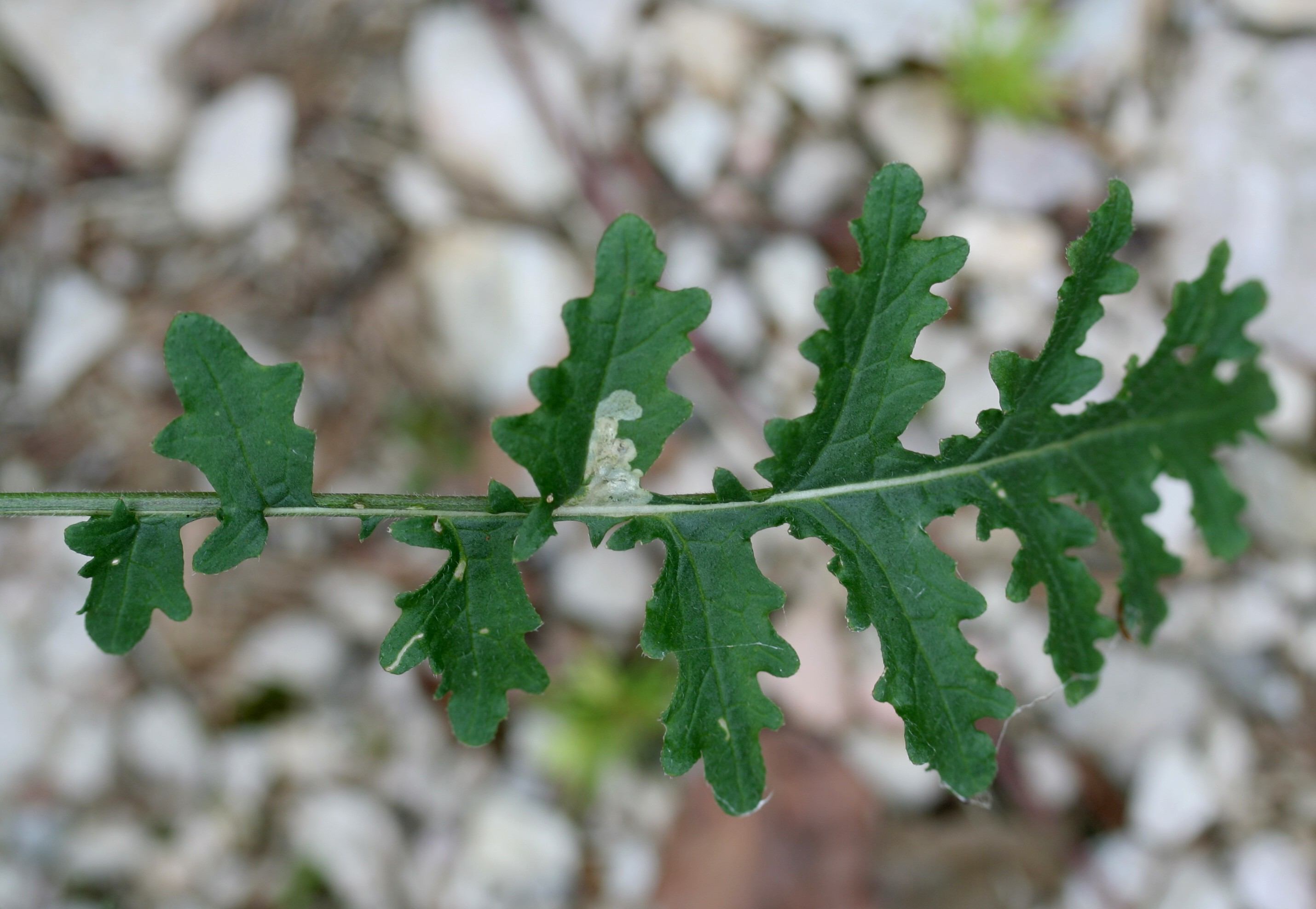
List